# Frequency Division Duplex
FDD (ang. Frequency Division Duplex) – sposób zorganizowania dostępu do sieci radiowej, polegający na wykorzystaniu w danej komórce (ang. cell) dwóch zakresów częstotliwości - jeden z nich używany jest przez terminale do transmisji w kierunku stacji bazowej, a drugi wykorzystywany jest przez stację bazową do transmisji w stronę terminali.
Termin ten używany jest między innymi w specyfikacjach 3GPP w kontekście trybu dostępu do sieci radiowej (ang. Radio Access Mode) w systemach UMTS i LTE. Innym trybem dostępu do tych sieci jest TDD. Często, aby uniknąć niejednoznaczności związanej z rodzajem standardu wykorzystanego do zapewnienia dostępu do sieci radiowej, używa się określeń UTRAN FDD dla systemów UMTS oraz eUTRAN FDD dla systemów LTE. Sieci UMTS pracujące w trybie FDD używają technologii WCDMA.